# Samhällsekonomi
Samhällsekonomi är de ekonomiska förhållandena i samhället.
Samhällsekonomin inbegriper alla ekonomiska företeelser och alla ekonomiska aktiviteter i samhället. Med ett samhälle avses i samband med begreppet samhällsekonomi vanligen ett land, ofta en självständig stat, men i förlängningen kan begreppet även avses det globala samhället och världsekonomin.
Inom samhällsekonomin undersöks hur samhället hushåller med och använder sina tillgångar och hur samhället påverkas och går tillväga vid exempelvis en inflation. Samhällsekonomin handlar också om det ekonomiska spelet mellan de olika aktörerna, som hushåll, företag, offentlig sektor och banker.
På de gamla Socialhögskolorna kallades ämnet nationalekonomi för samhällsekonomi.